# Marwane Hajij
Marwane Hajij (* 2. November 2001) ist ein französisch-marokkanischer Fussballspieler.

## Karriere
Hajij wurde französischer U-18-Meister. Seine erste Station in der Schweiz war bei den Azzurri aus Lausanne in der 2. Liga. Schliesslich wechselte er Ende Februar 2022 als «Unbekannter» zum FC Vevey-Sports, der damals in der vierthöchsten 1. Liga spielte. Bereits in der angelaufenen Rückrunde konnte er mit vier Toren in elf Spielen überzeugen. In seiner zweiten Saison spielte er nur die Hinrunde und erzielte in 16 Spielen vier Tore. Im Frühjahr 2023 zog er seine Ausstiegsklausel bei Vevey und wechselte zum Ligakonkurrenten FC Portalban-Gletterens aus dem Kanton Fribourg. Nach einer schwächeren Rückrunde bei Portalban-Gletterens wechselte er Ende Saison wieder zu Vevey. Mit den Waadtländern schaffte er am Ende der Saison 2023/24 den Aufstieg in die drittklassige Promotion League. Hajij schoss beim entscheidenden Playoff-Sieg in der Verlängerung gegen den FC Schötz beide Tore zum 2:1-Schlussstand. In die Promotion-League-Saison 2024/25 startete Hajij sehr gut. Mit fünf Toren in fünf Spielen stand er an der Spitze der Torschützenliste der dritthöchsten Liga. Im September 2024 wechselte er zum FC Wil in der Challenge League, der zweithöchsten Liga. Er erhielt einen Vertrag bis Sommer 2026 mit einer Option auf Verlängerung. Sein erstes Tor erzielte er beim 0:2-Auswärtssieg in Schaffhausen, als er zum 0:1-Pausenstand traf.